# Tetraopes texanus
Tetraopes texanus är en skalbaggsart som beskrevs av Horn 1878. Tetraopes texanus ingår i släktet Tetraopes och familjen långhorningar. Inga underarter finns listade i Catalogue of Life.